# Metopomyza antiqua
Metopomyza antiqua är en tvåvingeart som beskrevs av Zlobin 1983. Metopomyza antiqua ingår i släktet Metopomyza och familjen minerarflugor. Inga underarter finns listade i Catalogue of Life.